# Lancia Aurelia B24
La Lancia Aurelia è un'autovettura prodotta dalla Lancia dal 1950 al 1958, più in particolare la versione B24, Spider prima e Convertibile poi, venne lanciata nel gennaio del 1955 e terminò la sua vita nel 1958. Deve la sua fama anche al film Il sorpasso, in cui è l'auto guidata dal protagonista Vittorio Gassman.

## Le B24: storia e caratteristiche
Per alcuni storici dell'automobile, questa spider è certamente considerata «una tra le più belle autovetture mai costruite al mondo ». Ma anche Franco Martinengo, ex direttore del Centro Stile Pininfarina (dal 1952 al 1972), amava dire «Quando vedi una Aurelia B24 non ti basta guardarla, avresti voglia di toccarla ». Per vari motivi è l’auto italiana icona degli anni 50, che rappresentava il progresso tecnico nazionale di quel periodo e i nuovi impulsi e sviluppi, insieme ad altre realtà dell'epoca.
Diverse persone lavorarono al progetto della B24, tra cui nel gruppo stilisti, troviamo: Francesco Salomone, Adriano Rabbone, Aldo Brovarone, Luigi Chicco e Giacomo Borgogno. Lo stesso Battista Farina, per molti anni terrà per sé una versione col tettuccio rigido azzurro.

### L'evoluzione

Il prototipo di pre-serie

Il prototipo di pre-serie della Aurelia B24 viene visto sfrecciare per la prima volta nei viali cittadini di Torino, nella seconda metà del 1954.
L'idea del giovane Gianni Lancia è quella di un prodotto d'élite, sportivo e dalla linea che strizzi l'occhio alle tendenze d'oltreoceano. Egli commissiona il primo esemplare alla Pininfarina che già ha esperienza nel settore specifico avendo realizzato nel 1952 una spider per conto della statunitense Nash.

Questa prima B24 – che adotta la meccanica della B20, con il motore appena modificato in alcune sue componenti (filtro aria, ventilatore, pompa dell'acqua) per poter essere alloggiato sotto al cofano che risulta sensibilmente abbassato – risalta soprattutto per alcuni particolari della carrozzeria: tra tutti spiccano il parabrezza del tipo panoramico (contornato da un profilato di ottone cromato) in voga negli USA (già visto ad esempio nella sportiva Chevrolet Corvette spider nel 1953), il muso con la calandra classica Lancia, i paraurti costituiti da quattro respingenti (o rostri) di generose dimensioni (due davanti e due dietro), ed un abitacolo posizionato al centro del passo (accorciato di 20 cm rispetto alla B20), tra un cofano motore abbondante ed una coda di ampie dimensioni (lunga quasi quanto il cofano).

La B24 spider di Pininfarina al Salone di Torino 1955

La produzione in serie inizia alla fine del mese di dicembre del 1954, tanto che nel bilancio di fine anno si conta una sola Spider (con guida a sinistra) ultimata. Ma in casa Lancia si lavora per allestire l'esemplare da spedire in Belgio per la presentazione al primo salone dell'automobile del nuovo anno. Quando il 15 gennaio 1955 a Bruxelles si inaugura il salone, una B24 – color grigio chiaro con interni rossi, numero telaio B24S-1002 – è al suo posto, per la delizia dei visitatori. Rispetto alla vettura prototipo di pre-serie, la B24 definitiva si distingue per i paraurti (dove i quattro respingenti sono stati sostituiti da singolari paraurti ad ala), per la mascherina leggermente modificata e per la coda resa più snella grazie ad una fascia leggermente prominente.

Il frontale della B24 prima serie del 1955, nella versione normale per la vendita in Europa

Le altre caratteristiche del prototipo vengono mantenute: parabrezza avvolgente (parabrezza panoramico, ricurvo, a montanti arretrati, contornato da un profilato di ottone cromato), sezione frontale meno alta rispetto alla B20, portiere prive di maniglie, assenza di finestratura laterale, capote in tela a struttura tubolare e ripiegabile a scomparsa nel piccolo spazio alle spalle dei sedili, volante con tre razze in alluminio, cruscotto ad andamento curvo ed avvolgente d'intonazione sportiva, strumentazione a tre quadranti circolari posti a cavallo del piantone dello sterzo, coda molto pulita (con pinne appena accennate che si raccordano armoniosamente con il rigonfiamento dei parafanghi posteriori), ampio vano bagagli apribile dall'interno, ruota di scorta (e batteria) collocata in un vano ricavato sotto il fondo del bagagliaio.
L'esemplare esposto a Bruxelles è munito di calotte copriruota con finti raggi: le vetture così equipaggiate non saranno molte, visto che ben presto si adotteranno le normali ruote a disco.
A parte il prototipo (che aveva la guida a destra) la B24 spider viene costruita normalmente con guida a sinistra, mentre quella a destra viene fornita a richiesta (la prima B24 con guida a destra viene costruita nel marzo del 1955).
Benché questa prima serie di B24 non abbia la denominazione di “America” (appellativo che le verrà invece attribuito nel 1956 con l'uscita della seconda serie, ufficialmente chiamata Convertibile), la particolare destinazione al mercato nordamericano è sottolineata dal fatto che per le vetture USA è previsto un motore depotenziato ed il montaggio di una barra orizzontale tra i paracolpi angolati del paraurti anteriore.

L'ultima B24 Spider lascia la fabbrica nell'ottobre del 1955: in totale, non conteggiando il prototipo, ne sono state costruite 240 (di cui soltanto 59 con guida a destra).

Il frontale di tutte le B24S Convertibili destinate al mercato europeo (1956-58)

Anche a seguito delle note traversie della Casa, la nuova versione della B24, denominata "Convertibile America", esce solo sei mesi dopo e debutta al Salone di Torino che si apre il 21 aprile del 1956. Oltre alle modifiche meccaniche che interessano anche la B20 e che sacrificano qualche cavallo di potenza e qualche chilometro orario di velocità, la nuova B24 - che ora assume a tutti gli effetti la denominazione di America – appare assai più classica e confortevole ma perde molte delle caratteristiche della prima serie: sparisce il parabrezza panoramico (che ora è meno avvolgente ad ha i montanti avanzati, quasi verticali), i paraurti (qui più avvolgenti) non hanno più le singolari “ali”, la presa d'aria sul cofano è modificata (maggiore larghezza e minore altezza), le portiere (più ampie) hanno le maniglie ed i vetri discendenti, il cruscotto è meno arrotondato e la strumentazione (sopra a due strumenti) è del tutto diversa. Questa seconda serie, la cui produzione inizia effettivamente nel luglio del 1956, viene fornita esclusivamente con la guida a sinistra.

Bisarche con alcune Aurelia B24 in attesa di imbarco al Porto di Genova

Nei primi mesi del 1957 - quando già sono stati costruiti 150 esemplari – la B24 Convertibile America subisce le stesse modifiche meccaniche di cui è oggetto nel medesimo periodo la cugina coupé B20 (lieve incremento dei valori di potenza e di coppia, nuovo carburatore, piccola variazione nel rapporto al ponte, altre di minore entità). Invariata esteticamente, questa terza (ed ultima) serie - che perde ufficialmente la designazione di “America”, termine che sparisce anche dai manuali d'uso e manutenzione - è disponibile per le consegne in Italia a partire dal 1º maggio 1957 e rimane in produzione fino al 1958 (ed in listino sino al maggio 1959), totalizzando 371 esemplari e risultando in tal modo la serie di B24 costruita nel maggior numero di esemplari.
Il successo della B24 in America sarà numericamente poco significativo (si possono stimare in 150-200 unità le B24 complessivamente vendute oltreoceano, di cui un centinaio di convertibili e quasi altrettante spider prima serie): il fatto è da imputare ad una organizzazione di vendita non troppo efficiente e soprattutto al prezzo di vendita assolutamente proibitivo. Secondo quanto riportato dal quotato periodico Californiano “Road and Track” nel settembre del 1955, una B24 costa 5.475 dollari. Negli stessi anni, una Jaguar XK140 (con cilindrata di 3,4 litri) si compra con 4.500 dollari, una Porsche con 3.500, una Chevrolet Corvette con 3.000.

### Il prototipo pre-serie
- - Periodo di produzione: approssimativamente, secondo semestre 1954
  - Modelli:
    - tipo B24 di pre-serie, spìder 2 porte, 2 posti, con guida a destra

  - Numerazione progressiva:
    - numero telaio 0001

  - Unità prodotte:
    - tipo B24: 1
    - totale: 1

#### Caratteristiche principali
- Motore: anteriore a 6 cilindri a V di 2451,31 cm³, potenza 118 HP a 5.000 giri, valvole in testa
- Carrozzeria: spider 2 porte, 2 posti, scocca portante, sospensioni anteriore a ruote indipendenti, sospensioni posteriori a ruote semi-indipendenti sistema De Dion
- Trasmissione con trazione alle ruote posteriori, cambio a 4 rapporti+retromarcia
- Dimensioni e peso: passo 245 cm, lunghezza 420 cm circa, larghezza 155,5 cm, peso in ordine di marcia, rifornita, 1100 kg circa
- Velocità max: oltre 180 km/h

Molti notano anche una certa somiglianza d'assieme tra l'Aurelia B24 e la famosa D24-Carrera da competizione del 1953, la cui accattivante linea di carrozzeria pare possa essere attribuita, almeno in parte, alla Pininfarina.
Tra le altre caratteristiche che resteranno anche nella versione definitiva, vanno citate: la capote in tela ripiegabile “a scomparsa” in un apposito piccolo spazio alle spalle dei sedili, i sedili (ampi e di foggia sportiva) scorrevoli e ribaltabili per accedere alla capote, la mancanza di finestratura laterale (pannelli in plexiglas possono essere agganciati alla sommità delle portiere), le portiere prive di maniglie (l'apertura avviene grazie ad una fune metallica rivestita in similpelle posta all'interno della portiera), il volante con tre razze in alluminio, il cruscotto ad andamento curvo ed avvolgente d'intonazione sportiva in cui spiccano la strumentazione a tre quadranti circolari posti a cavallo del piantone (non carenato) dello sterzo ed uno “stilizzato” vano portaguanti (aperto), il comando del cambio a leva centrale, una coda molto pulita (con pinne appena accennate che si raccordano armoniosamente con i parafanghi posteriori) in cui trova spazio un bagagliaio di ampia cubatura (entro il quale è alloggiata, in apposito vano, la ruota di scorta).
Più leggera della coupé B20, questa spider risulta dunque particolarmente brillante in accelerazione e veloce quanto se non più della progenitrice in velocità pura, con capote abbassata (quando la vettura è “scoperta” si perde qualche chilometro orario di velocità per via della minore efficienza aerodinamica).
La prima parte della storia di questa vettura prototipo si chiude nell'agosto del 1955, quando la macchina (che, in deroga alle regole che da sempre vigono in casa Lancia e che fanno partire le numerazioni dal 1001, reca il numero di telaio 0001) viene immatricolata con la targa TO188130: così targata, condotta da Luigi Villoresi e Dorino Serafini, partecipa il 3 settembre 1955 al Trofeo Supercortemaggiore. Il suo numero di gara è il 1468.

## Le tre serie della B24
Occorre precisare che, contrariamente a quanto accaduto con le Aurelia "berlina" di cui si contano due diverse serie, l'Aurelia B24 non risulta essere mai stata ufficialmente classificata per "serie" né in qualche misura identificata con quella definizione: la suddivisione "in serie successive" è entrata nell'uso comune, quando ormai la vettura era fuori produzione, per ragioni di maggior immediatezza, dal momento che i dati ufficiali della Casa hanno sempre fatto riferimento soprattutto alla numerazione progressiva degli autotelai raggiunta al momento delle modifiche apportate al modello.
Prescindendo dal "prototipo di pre-serie" (di cui abbiamo parlato diffusamente e specificatamente), le Aurelia B24 si possono dunque suddividere in tre serie, che meccanicamente "corrispondono" alle serie quarta, quinta e sesta della coupé B20: per completezza, aggiungiamo che in virtù di questa "somiglianza", alcuni assegnano (si direbbe impropriamente) alle B24 la medesima numerazione attribuita alle B20.
Diamo di seguito l'elenco delle tre serie con i parametri distintivi più significativi.
- Prima serie (con meccanica della "quarta serie" B20) da B24-1001 a B24-1059 e da B24S-1001 a B24S-1181; prodotta dal dicembre 1954 all'ottobre 1955, spider, 2,5 litri, 118 HP (110 HP per le vetture destinate all'esportazione negli USA), paraurti "ad ala", parabrezza superpanoramico (con montanti arretrati), portiere senza maniglie.
- Seconda serie (con meccanica della "quinta serie" B20) da B24S-1182 a B24S-1331; prodotta dal luglio al dicembre 1956, convertibile-cabriolet (definita ufficialmente come Aurelia GT 2500 America Convertibile), 2,5 litri, 110 HP, cambio modificato, paraurti a lama unica, parabrezza a curvatura normale (non più superpanoramico), portiere più ampie e munite di maniglie, profilo delle pinne di coda rialzato e più sfuggente.
- Terza serie (con meccanica della "sesta serie" B20) da B24S-1332 a B24S-1702; prodotta dal marzo 1957 alla fine del 1958, convertibile-cabriolet (definita ufficialmente come Aurelia GT 2500 Convertibile), 2,5 litri, 112 HP, solo piccole modifiche meccaniche, bagagliaio con serratura.

### La prima serie: B24-B24S Spider

Una bella immagine di una B24S con ruote a disco normali (1955)

- - Periodo di produzione: dal dicembre del 1954 all'ottobre 1955
  - Modelli:
    - tipo B24, spider 2 porte, 2 posti, con guida a destra
    - tipo B24S, spider 2 porte, 2 posti, con guida a sinistra

  - Motore: tipo B24 (24 A per vetture destinate agli USA, 24 E per quelle destinate al mercato europeo)Particolare della B24S spider con la capote alzata: si notino i pannelli in plexiglas montati alla sommità delle portiere e l'assenza delle maniglie alle portiere stesse

Particolare della B24S spider con la capote alzata: si notino i pannelli in plexiglas montati alla sommità delle portiere e l'assenza delle maniglie alle portiere stesse

  - Numerazione progressiva:
    - tipo B24: da 1001 a 1059
    - tipo B24S: da 1001 a 1181

  - Unità prodotte:
    - tipo B24: 59
    - tipo B24S: 181
    - totale: 240

#### Caratteristiche principali
- - Motore: anteriore a 6 cilindri a V di 2451,31 cm³, potenza 118 HP a 5.000 giri (110 HP la versione per l'esportazione negli USA), valvole in testa
  - Carrozzeria: spider 2 porte, 2 posti, scocca portante, sospensioni anteriore a ruote indipendenti, sospensioni posteriori a ruote semi-indipendenti sistema De Dion
  - Trasmissione con trazione alle ruote posteriori, cambio a 4 rapporti+retromarcia
  - Dimensioni e peso: passo 245 cm, lunghezza 420 cm, larghezza 155,5 cm, peso in ordine di marcia, rifornita, 1120 kg circa
  - Velocità max: oltre 180 km/h (174 km/h la versione per l'esportazione negli USA)

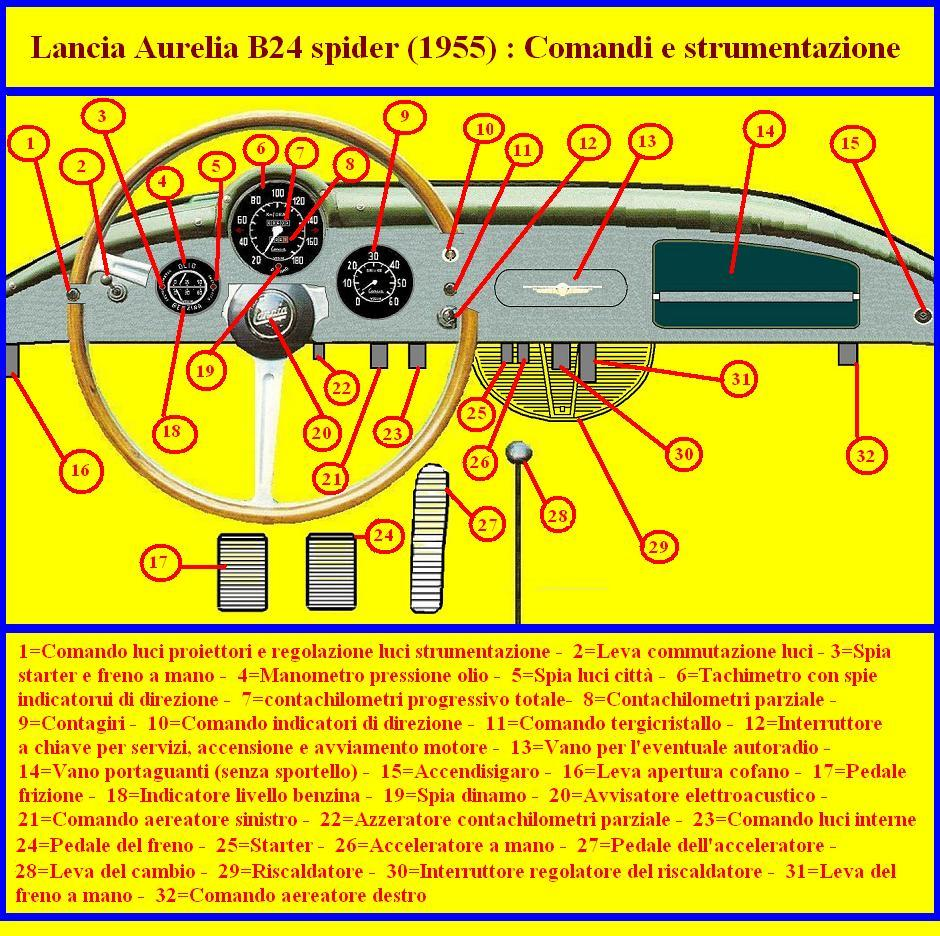
Comandi e strumentazione della B24S spider prima serie (guida a sinistra)

L'abitacolo ed il cruscotto della prima B24S (1955)

Dopo la costruzione dell'esemplare di pre-serie (telaio con numerazione “anomala” 0001, probabilmente vettura di color beige con interni verdi, guida a destra), guidato a lungo per i viali di Torino da Gianni Lancia in persona, la produzione della versione “definitiva” inizia alla fine del mese di dicembre del 1954, tanto che nel bilancio di fine anno si conta una sola spider (la B24S-1001, beige con interni verdi, con guida a sinistra) ultimata. Ma in casa Lancia si intende promuovere a livello internazionale la nuova creatura esponendo un esemplare al primo dei Saloni dell'automobile, in calendario a Bruxelles dal 15 gennaio 1955 per cui si lavora febbrilmente per allestire l'esemplare da spedire in Belgio: quando si inaugura il Salone, una B24 – color grigio chiaro con interni rossi, numero telaio B24S-1002 - è al suo posto, per la delizia dei visitatori. Una curiosità: esistono parecchie immagini che ritraggono questa B24 a Bruxelles, ma alcune mostrano la vettura con gomme fianco bianco, mentre in altre (le più numerose) le gomme appaiono scure (ovvero “normali”). Nella realtà non risulta che la moda delle gomme “a fianco bianco” abbia contagiato le B24 e probabilmente l'esperimento eseguito in questa occasione non è stato più ripetuto. Rispetto alla vettura prototipo di pre-serie, la B24 “definitiva” si distingue per i paraurti (dove i quattro respingenti sono stati sostituiti da singolari paraurti “ad ala”), per la mascherina-scudetto leggermente modificata (ora i lati sono meno convergenti verso il basso), per la coda resa più snella grazie ad una fascia (all'altezza dei paraurti) leggermente prominente e per il tachinetro, la cui scala arriva ora a 180 km/h (nella pre-serie si ferma a 160 ed ha un'ulteriore ultima tacca a livello dei 170 km/h).

Il bagagliaio della B24S spider (1955) con il vano contenente la ruota di scorta, gli attrezzi e la batteria

Una rara immagine di una B24S spider munita di gomme a fianco bianco

Una B24 spider munita della cupoletta rigida in lega leggera realizzata dalla Carrozzeria A. Fontana di Padova nell'estate 1955

Le altre singolari caratteristiche del prototipo, che vengono mantenute, sono dunque le seguenti: parabrezza avvolgente (superpanoramico, ricurvo, a montanti arretrati, contornato da un profilato di ottone cromato), sezione frontale meno alta anche rispetto alla B20, portiere prive di maniglie (si aprono tramite un tirante metallico ricoperto da una guaina in similpelle posto all'interno della portiera stessa), assenza di finestratura laterale (esistono pannelli amovibili in plexiglas e con deflettore orientabile, da agganciare alla sommità delle portiere tramite due galletti ciascuno), capote in tela a struttura tubolare ripiegabile “a scomparsa” nell'apposito vano situato alle spalle dei sedili (che hanno gli schienali ribaltabili per accedervi), abitacolo posizionato al centro del passo tra un cofano motore abbondante ed una “coda” di ampie dimensioni (lunga quasi quanto il cofano), coda molto “pulita” (con pinne appena accennate che si raccordano armoniosamente con il rigonfiamento dei parafanghi posteriori), bagagliaio piuttosto ampio per il tipo di vettura (grazie al riposizionamento del serbatoio del carburante in avanti) apribile dall'interno, ruota di scorta (nonché attrezzi in dotazione e batteria) collocata in un vano (accessibile tramite coperchio ribaltabile) ricavato sotto il fondo del bagagliaio, selleria in finta pelle Resinflex (in vera pelle negli esemplari destinati agli USA e, comunque, su richiesta), volante con corona rivestita in legno (alcune fonti parlano di “finto legno”) e tre razze in alluminio, cruscotto ad andamento curvo ed avvolgente d'intonazione sportiva, plancia verniciata nello stesso colore della carrozzeria (a richiesta, nello stesso colore degli interni), strumentazione a tre quadranti circolari (con scala tachimetro fino a 180 km/h) posti a cavallo del piantone dello sterzo, comando cambio a leva centrale, piantone sterzo di lunghezza regolabile telescopicamente, due tasche portaoggetti (una per ciascuna portiera), vano “portaguanti” (aperto) sul cruscotto, leve delle luci sul cruscotto raggiungibili senza staccare le mani dal volante.
Il tettuccio rigido (hard-top) non è previsto tra gli accessori forniti dalla casa, ma ne risultano realizzati da Pininfarina (probabilmente di due stili diversi) e dalla carrozzeria A. Fontana di Padova. Il fissaggio alla carrozzeria dell'hardtop avviene mediante tre galletti al parabrezza e due posteriori. L'esemplare esposto a Bruxelles è munito di calotte copriruota con finti raggi di gusto assai discutibile: le vetture così equipaggiate sono poche, visto che ben presto si adottano le normali ruote a disco. Le pregevoli ruote Borrani a raggi tangenti vengono invece montate (superando serie difficoltà di calettamento) solo per iniziativa dei proprietari, qualche anno dopo.

17 agosto 1955: l'imbarco nel porto di Genova sulla nave "President Madison" di una B24S; notare il paraurti, montato sulle vetture destinate all'esportazione negli USA, con la barra che congiunge le due "ali"

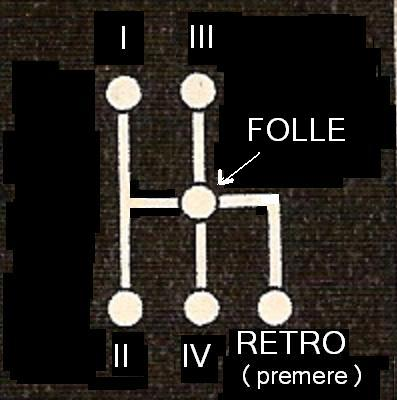
Schema delle posizioni del cambio di velocità sulla B24 spider (e comune a tutte e tre le serie di B24)

I colori delle carrozzerie delle prime ventidue B24 spider sono questi: sette beige, nove grigie, quattro rosse, due verdi; la prima celeste (tinta destinata ad essere un “classico” della B24) reca il numero 1148 (estate 1955) e la prima nera è del 17 agosto 1955 (numero 1159).
Passando all'esame delle parti meccaniche, notiamo che il motore è sostanzialmente quello che equipaggia la coupé B20, dotato però di un particolare filtro dell'aria a doppia cartuccia ribassata per poter essere alloggiato nel cofano più basso; anche il ventilatore viene spostato più in basso (ed è azionato da una cinghia dalla puleggia dell'albero della distribuzione), mentre la pompa dell'acqua è posizionata diversamente (secondo alcune fonti, anche il radiatore dell'acqua risulterebbe lievemente modificato). Altre variazioni riguardano il serbatoio del liquido dei freni (non più accoppiato con quello dell'olio della sospensione anteriore), il serbatoio del carburante (di minor capacità - litri 58 contro 75 – e sistemato in posizione più avanzata, appena dietro ai sedili), la batteria (allocata sotto il fondo del bagagliaio invece che nel cofano motore) ed altre di minor rilevanza. Sempre rapportandoci alla coupé B20, osserviamo che le dimensioni risultano sensibilmente inferiori: il passo è accorciato di 20 cm (da cm 265 a cm 245), la lunghezza di 17 cm (da cm 437 a cm 420) mentre la larghezza è praticamente la stessa (cm 155,5 la B24, cm 155 la B20). Anche il peso, naturalmente, è inferiore (un quintale circa): il peso a vuoto è di circa 1060 kg, mentre quello in ordine di marcia (vettura rifornita) è di circa 1120 kg (1220 la contemporanea B20 IV serie). Poiché il peso massimo ammesso è di 1270 kg, ipotizzando una vettura parzialmente rifornita, ricaviamo una portata effettiva di circa 170–180 kg, corrispondenti a due persone ed un bagaglio di peso compreso tra i 30 ed i 50 kg.

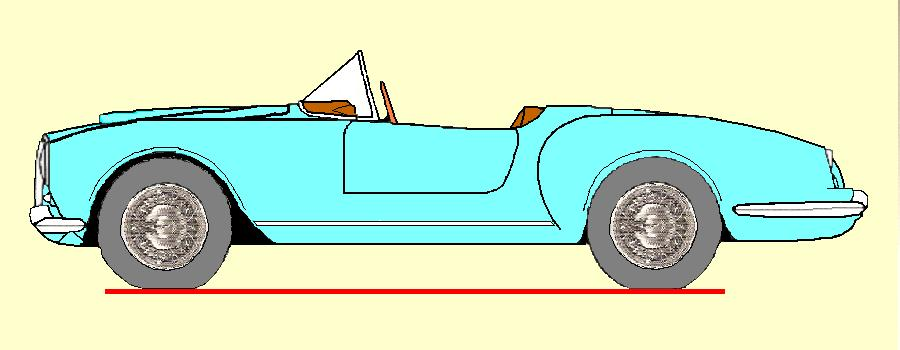
Vista laterale della B24 spider 1955

Nella versione venduta in Europa, il motore della B24 (contrassegnato dalla sigla “E”, che evidentemente sta per “Europa”, e quindi marcato B24 E) eroga la stessa potenza di quello montato sul coupé, ovvero 118 HP a 5000 giri al minuto (il numero massimo di giri raggiungibilie è comunque di 5300 al minuto), mentre i motori montati sulle B24 destinate a varcare l'oceano (contrassegnati dalla sigla “A” e quindi marcati B24 A) raggiungono soltanto i 110 HP ad un regime vicino ai 5000 giri al minuto, e con la differenza che qui il regime massimo raggiungibile si ferma a 5100 giri al minuto. La inferiore potenza dipende da una diversa fasatura della distribuzione. Anche le prestazioni velocistiche della B24 sono simili a quelle della coupé B20, anche se la spider risulta lievemente più brillante in accelerazione per via del minor peso, ma un poco inferiore in velocità pura (specialmente marciando a vettura scoperta) a causa dell'effetto aerodinamico. Per la B24 Spider, il dato ufficiale della Lancia (che, rammentiamo, indica in 185 km/h la velocità massima raggiungibile con la B20 quarta serie del 1954/55) è comunque di “oltre 180” Km/h, valore che scende a 174 km/h (108 mph) nella versione per il mercato USA.
A parte il prototipo (che aveva la guida a destra) la B24 Spider viene costruita normalmente con guida a sinistra, mentre quella a destra viene fornita “a richiesta” (per la cronaca, la prima B24 con guida a destra viene costruita nel marzo del 1955, l'ultima alla fine di agosto dello stesso anno, mentre per le guida a sinistra le date sono rispettivamente la fine del dicembre 1954 e l'ottobre del 1955).
L'ultima B24 Spider lascia la fabbrica nell'ottobre del 1955: in totale, non conteggiando il prototipo, ne sono state costruite 240 (di cui soltanto 59 con guida a destra).
Benché questa prima serie di B24 non abbia la denominazione di “America” (appellativo che le verrà invece attribuito nel 1956 con l'uscita della seconda serie, detta anche tipo Convertibile), la particolare destinazione al mercato nordamericano è sottolineata dal fatto che per le vetture “USA” è previsto, come s'è già detto, un motore un poco depotenziato ed il montaggio di una barra orizzontale tra i paracolpi angolati del paraurti anteriore.
Non esistono dati certi riguardanti la quantità di B24 Spider che sono state effettivamente vendute negli Stati Uniti: si può tuttavia stimare che la quantità di vetture piazzate oltreoceano sia compresa tra le 50 e le 100 unità.

### La seconda serie: B24S Convertibile America

Una vista di 3/4 anteriore della B24S Convertibile America del 1956

Vista di 3/4 posteriore della B24S Convertibile America del 1956: da notare in questo esemplare le ruote a raggi tangenti Borrani, fatte montare dal proprietario

La Aurelia B24S Convertibile America in passerella ad un Concorso d'Eleganza al Lido di Venezia il 10 giugno 1956

Particolare della B24S Convertibile America del 1956 con capote alzata: da notare la normale finestratura con i deflettori e la portiera con la maniglia

- Periodo di produzione: dal luglio 1956 al dicembre 1956
  - Modelli: tipo B24S, Convertibile America, 2 porte, 2 posti, con guida a sinistra
  - Motore: tipo B24
  - Numerazione progressiva: tipo B24S: da 1182 a 1331
  - Unità prodotte: tipo B24S: 150

#### Caratteristiche principali
- - Motore: anteriore a 6 cilindri a V di 2451,31 cm³, potenza 110 HP, valvole in testa
  - Carrozzeria: convertibile-cabriolet 2 porte, 2 posti, scocca portante, sospensioni anteriore a ruote indipendenti, sospensioni posteriori a ruote semi-indipendenti sistema De Dion
  - Trasmissione con trazione alle ruote posteriori, cambio a 4 rapporti+retromarcia
  - Dimensioni e peso: passo 245 cm, lunghezza 423 cm, larghezza 155,5 cm, peso in ordine di marcia, rifornita, 1.250 kg circa
  - Velocità max: 172 km/h

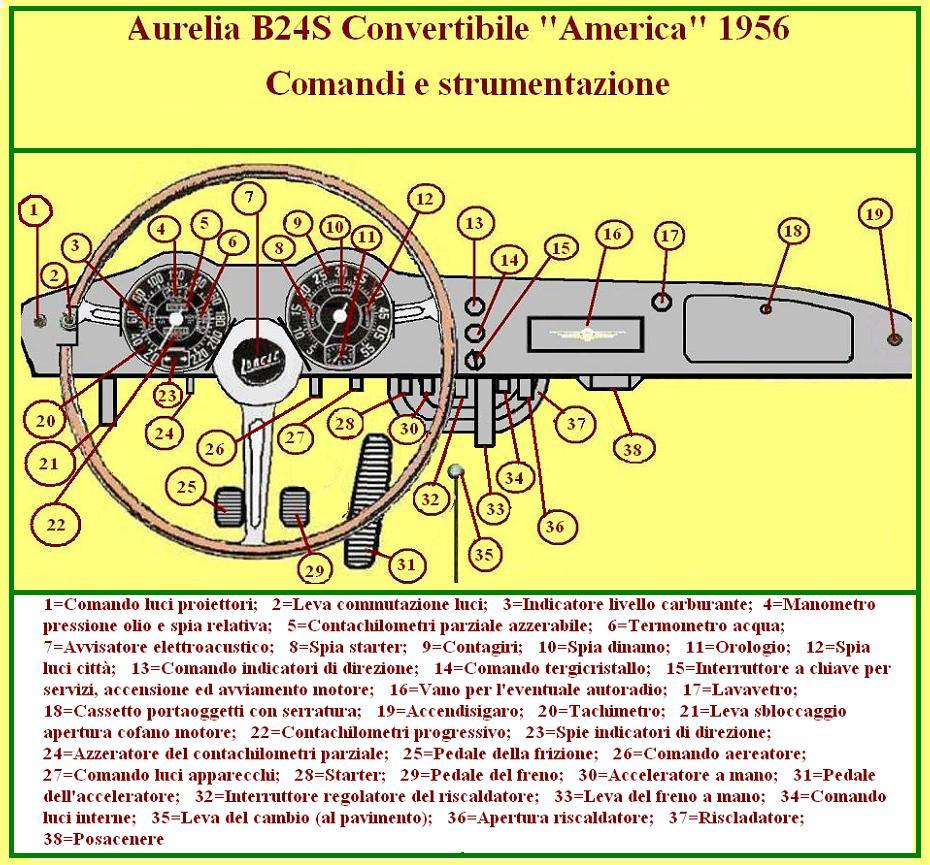
Comandi e strumentazione della B24S Convertibile America seconda serie (1956)

L'abitacolo ed il cruscotto della B24S Convertibile America del 1956

Con l'uscita di scena della famiglia Lancia e l'ingresso della nuova proprietà (Pesenti), la versione “aperta” della Granturismo Lancia subisce (come accade anche per la “cugina” B20 coupé) una trasformazione che, se da un lato la rende assai meno “originale” e sportiva, dall'altro elimina parecchie delle scomodità e manchevolezze imputate alla precedente versione Spider, la cui produzione si arresta nell'ottobre del 1955.
A seguito delle traversie della Casa, la nuova versione della B24 - una cabriolet definita dalla Lancia come “convertibile” - esce solo sei mesi dopo e debutta al Salone di Torino che si apre il 21 aprile 1956, mentre la produzione si avvia effettivamente nel successivo mese di luglio. Oltre alle modifiche meccaniche che interessano anche la B20 e che sacrificano qualche cavallo di potenza e qualche chilometro orario di velocità, la nuova B24 - che ora assume ufficialmente l'appellativo di Convertibile America, denominazione che appare anche sul Libretto d'uso e manutenzione – perde molte delle caratteristiche che avevano contraddistinto la prima serie: sparisce il parabrezza superpanoramico (che ora è molto meno avvolgente ad ha i montanti avanzati, quasi verticali), il frontale ha una modellazione meno sinuosa, la parte posteriore della vettura ha un passaruota più accentuato ed una “pinna” più alta e sfuggente, i paraurti sono a lama (non hanno più le singolari “ali”) e appaiono più avvolgenti, la presa d'aria sul cofano è modificata (maggiore larghezza e minore altezza), le portiere (più ampie) hanno le maniglie esterne ed i tradizionali vetri discendenti, i dischi ruota sono diversi e verniciati in grigio chiaro, il cruscotto è meno arrotondato e la strumentazione (ora a due strumenti invece di tre) è del tutto diversa (è la stessa montata sulla B20 coupé quinta serie) e più completa.

Vista laterale dell'Aurelia Convertibile B24 America del 1956

Dal punto di vista meccanico, la nuova B24 Convertibile America - che viene fornita esclusivamente con guida a sinistra - adotta gli organi della B20 quinta serie, a cominciare dal motore, depotenziato, che ora eroga 110 HP (curiosamente, lo stesso valore dei motori montati nel 1955 sulla B24 Spider versione USA) e che ha un nuovo profilo dell'albero a camme, canne cilindri in ghisa inamovibili, un nuovo supporto del ventilatore ed un collettore di scarico ridisegnato. Profondamente modificata la trasmissione, dove troviamo il cambio che ha una nuova scatola scomponibile e la quarta marcia in presa diretta, una frizione a comando esterno idraulico, una coppia conica del tipo ipoide e nuovi giunti elastici che sostituiscono quelli a stella, a settori in gomma. Viene potenziato l'impianto frenante. A seguito delle modifiche meccaniche (ed in particolare dal nuovo cambio di velocità) ma anche di quelle di carrozzeria, il peso della B24 Convertibile America subisce un incremento molto sostanzioso, di oltre un quintale, che ovviamente penalizza la brillantezza di marcia e che non le consente di andar oltre i 172 km/orari di velocità massima.
Dopo la costruzione di 150 esemplari - avvenuta dal luglio al dicembre 1956 – la produzione si arresta: di li a qualche mese esce una nuova serie, esteticamente identica ma modificata meccanicamente, in analogia a quanto accade alla “cugina” B20.
Questo il dettaglio delle differenze che contraddistinguono la seconda serie dalla precedente:
- depotenziamento del motore, da 118 a 110 HP (sempre al regime di 5.000 giri/minuto); da ricordare che la precedente versione già erogava 110 HP nella versione destinata all'esportazione negli Stati Uniti d'America.
- diminuzione della coppia massima, portata a 17,2 kgm (in precedenza 18,5 kgm).
- nuove canne cilindri in ghisa (riportate) inamovibili (anziché in ghisa riportate)
- nuovo profilo dell'albero a camme, con diversi valori di messa in fase della distribuzione.
- modificato il supporto del ventilatore (modifica deliberata nel settembre 1955, quando stava cessando la produzione dello spider prima serie).
- ridisegnato il collettore di scarico.
- nuove candele AC 45 XI oppure Champion N5 oppure Champion NA8.
- nuova bobina Marelli B200A (anziché Marelli B5).
- nuovi giunti elastici alla trasmissione del tipo Gibo (due alle estremità, con funzioni di giunti cardanici e di scorrimento, ed uno centrale, tutti elastici ad anello e muniti di centratore) anziché quelli a stella, a settori in gomma, montati precedentemente.
- nuova frizione (tipo Fichtel & Sachs a comando esterno idraulico) con maggiore superficie di attrito (cm² 450 invece di 350) e con allungamento corsa pedale (cm 20-25 invece di cm 15-20).
- cambio profondamente modificato: nuova scatola cambio scomponibile, quarta in presa diretta (anziché surmoltiplicata) e rapporti altre marce variati, sincronizzatori di maggiori dimensioni, alberi e cuscinetti irrobustiti.
- coppia conica al ponte ora di tipo ipoide e con rapporto allungato (anche a seguito dei nuovi rapporti al cambio) e portato a 11/41=3,727:1 (precedente 11/47=4,273:1).
- variazione dei dati di regolazione della convergenza delle ruote anteriori.
- diffusi miglioramenti all'impianto frenante: ceppi freni anteriori resi avvolgenti, irrobustimento dei dischi di sostegno, adozione di tamburi in lega d'alluminio con fascia interna in ghisa riportata, superficie totale effettivamente frenante portata a 1760 cm2.
- guida esclusivamente a sinistra (non più possibile ottenere la guida a destra, neppure su richiesta).
- adozione di nuovi dischi ruota (resasi necessaria dalla maggiore dimensione del gruppo freni anteriore).
- incremento del peso della vettura di oltre un quintale, causata dal nuovo cambio (circa 40 kg in più), dalle modifiche al motore (circa 10 kg in più) e, nell'insieme, dalle modifiche apportate alla carrozzeria ed agli equipaggiamenti; nel complesso il peso della vettura in ordine di marcia, con ruota di scorta ma non rifornita, passa da Kg. 1.060 a circa Kg 1.200.
- riduzione delle prestazioni velocistiche, con la velocità massima in quarta marcia che scende da “oltre 180 km/h” (174 km/h nella versione USA) a 172 km/orari.
- riduzione della capacità di superamento pendenze (in I marcia si scende dal 50% al 37%).
- diversi valori di pressione di gonfiaggio degli pneumatici.
- frontale con modellazione meno sinuosa.
- presa aria sul cofano modificata (maggiore larghezza e minore altezza).
- parabrezza “normale” (non più “superpanoramico”).
- tergicristalli contrapposti.
- portiere più ampie, munite di maniglie.
- vetri alle portiere discendenti.
- paraurti di nuovo disegno, a lama (sparite le caratteristiche “ali”) e più avvolgenti; la versione per l'esportazione negli Stati Uniti d'America ha i paraurti con i rostri.
- parte posteriore vettura con passaruota più accentuati e “pinne” più alte e sfuggenti.
- lieve incremento della lunghezza della vettura (423 cm invece di 420).
- nuovo cruscotto.
- adottato lo spruzzatore lavavetro.
- nuova strumentazione (“unificata” con quella della contemporanea B20 coupé, e quindi ora comprendente anche: l'orologio, il termometro per la temperatura dell'acqua e la spia per l'insufficiente pressione dell'olio).
- vano-ripostiglio al cruscotto (definito “portaguanti” nella versione precedente) ora munito di sportello con serratura.
- interni vettura in pelle (in parte vera - schienale e cuscino - e in parte finta - retro del sedile, fianchi portiere, inserti vari).
- miglioramento all'impianto di riscaldamento dell'abitacolo (ora con doppia regolazione).
- nuova gamma colori.
- hardtop di nuovo disegno.

### La terza serie: B24S Convertibile

La terza ed ultima serie di B24: la convertibile del 1958, peraltro identica alla precedente seconda serie

Vista laterale di una convertibile terza serie del 1957

- Periodo di produzione: dall'inizio del 1957 alla fine del 1958
  - Modelli: tipo B24S, Convertibile, 2 porte, 2 posti, con guida a sinistra
  - Motore: tipo B24
  - Numerazione progressiva: tipo B24S: da 1332 a 1702
  - Unità prodotte: tipo B24S: 371

### Caratteristiche principali
- - 
Motore: anteriore a 6 cilindri a V di 2451,31 cm³, potenza 112 HP (118 HP se misurata secondo le norme SAE), valvole in testa
  - Carrozzeria: convertibile-cabriolet 2 porte, 2 posti, scocca portante, sospensioni anteriore a ruote indipendenti, sospensioni posteriori a ruote semi-indipendenti sistema De Dion
  - Trasmissione con trazione alle ruote posteriori, cambio a 4 rapporti+retromarcia
  - Dimensioni e peso: passo 245 cm, lunghezza 423 cm, larghezza 155,5 cm, peso in ordine di marcia, rifornita, 1.265 kg circa
  - Velocità max: 175 km/h

Nei primi mesi del 1957 - quando già sono stati costruiti 150 esemplari di “Convertibili” – la B24 subisce le stesse modifiche meccaniche di cui è oggetto nel medesimo periodo la “cugina” coupé B20 (lieve incremento dei valori di potenza e di coppia, nuovo carburatore, piccola variazione nel rapporto al ponte, altre di minore entità).

Particolare di una B24S convertibile munita del tettuccio rigido (hardtop) fornito come "optional" dalla Casa

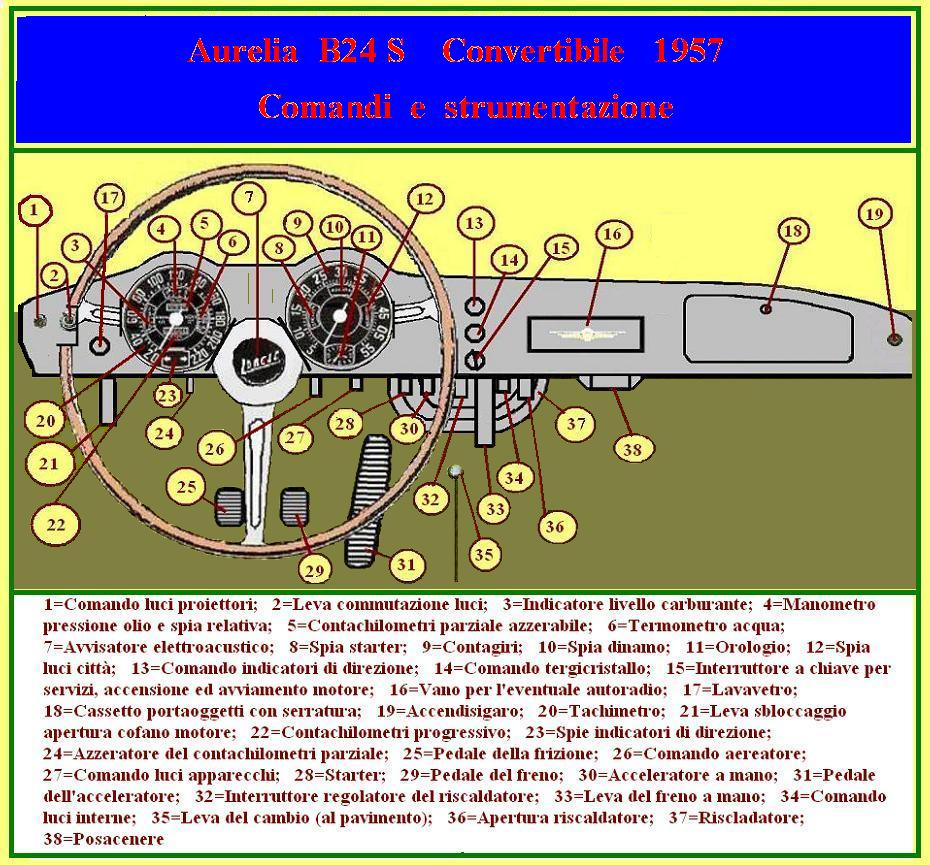
Il cruscotto ed i comandi della B24S terza serie sono identici a quelli della seconda serie, fatta eccezione per il comando del lavavetro (rif.to "17" nel disegno) che risulta spostato alla sinistra del volante

Invariata esteticamente, questa terza (ed ultima) serie - che perde almeno ufficialmente la designazione di “America”, termine che sparisce anche dai manuali d'uso e manutenzione - è disponibile per le consegne in Italia a partire dalla primavera del 1957 e rimane in produzione fino al 1958 (ed in listino sino al maggio 1959), totalizzando la bellezza di 371 “pezzi” e risultando in tal modo la “serie” di B24 costruita nel maggior numero di esemplari.
Questo il dettaglio delle differenze che contraddistinguono la terza serie dalla precedente:
- rapporto di compressione elevato da 8,00:1 a 8,40:1.
- albero a camme modificato.
- potenza massima incrementata da 110 a 112 HP (sempre a 5000 giri/minuto); da notare che la potenza misurata secondo le norme SAE (con motore privato degli organi "accessori", quali il filtro aria, l'impianto di scarico, la pompa dell'acqua, ecc.) risulterebbe superiore di circa 6 HP, quindi di 118 HP.
- coppia massima incrementata da 17,2 kgm a 17,5 kgm (sempre a 3500 giri/minuto).
- adozione di un nuovo carburatore, Weber 40DCL5 in luogo del Weber 40DCZ5.
- lieve variazione del rapporto al ponte, portato a 13/48=3,692:1 (precedente: 11/41=3,727:1).
- nuova taratura delle sospensioni.
- peso lievemente aumentato (da circa 1.250 a 1.265 in ordine di marcia, rifornita).
- incremento della velocità massima, da 172 a 175 km/h.
- lieve incremento della pendenza massima superabile in I marcia, che sale dal 37% al 38%.
- bagagliaio munito di serratura.
- tergicristalli paralleli.
- comando (sul cruscotto) dello spruzzatore lavavetro spostato alla sinistra del volante di guida

## Le B24 speciali
Per la serie B24, la Lancia non prevede la costruzione di pianali da cedere ai carrozzieri per la realizzazione di eventuali "fuori serie".
Anche se in numero molto limitato, non sono peraltro mancate alcune B24 speciali.

### La Raggio Azzurro II di Vignale

Vista dall'alto

La Raggio Azzurro II di Vignale

Particolare del tetto scorrevole e vista parziale dell'abitacolo

Vista laterale

A circa tre anni di distanza dalla prima “Raggio Azzurro” (costruita su base meccanica della B20 e descritta nella "voce" dedicata a questa versione di Aurelia), il trinomio Nardi-Vignale-Michelotti realizza (ed espone al Salone di Ginevra del marzo 1958) una seconda versione, un coupé denominato appunto “Raggio Azzurro II”. Pare che in questa occasione la “base” di partenza sia stata una B24S (guida a sinistra). In termini estetici, il risultato non è totalmente convincente in quanto molti criticano la disomogeneità tra un frontale bello ed originale – arrotondato, privo di paraurti, pulito, con i fari inseriti nella calandra, e quindi d'intonazione sportiva – e una coda non proprio entusiasmante, a linee squadrate (con “pinne” e paraurti), secondo la moda imperante in quegli ultimi anni cinquanta. Degno di rilievo il padiglione-lunotto posteriore (non incorniciato) stampato in pezzo unico con tetto parzialmente scorrevole in plexiglas. I lampeggiatrori direzionali sono inseriti nel padiglione-lunotto e sono posizionati molto in alto. Il telaio è realizzato dalla Nardi, tubolare, con tubi tondi di grande sezione e con un passo di 265 cm (20 cmin più rispetto ai 245 cm della normale B24S) e carreggiate anteriori e posteriori di 128 cm e 130 cm (come le normali B24S). Il motore, il ben noto 2 litri e mezzo che equipaggia le coupé B20 e le convertibili B24, è ovviamente modificato e potenziato da Nardi e, grazie soprattutto al collettore speciale Nardi ed all'adozione di due carburatori Weber 40 DCN, sfiora i 140 HP (il valore dichiarato è di 138-139 HP a 5400 giri/minuto) e sembra consenta alla vettura di raggiungere la fatidica soglia dei 200 km/h. La vettura, che è stata realizzata su commissione di un cliente americano, ha gli interni in pelle di cinghiale.

### La cabriolet di Pininfarina (1957-58)

La prima versione (1957) dell'Aurelia B24 cabriolet speciale di Pininfarina

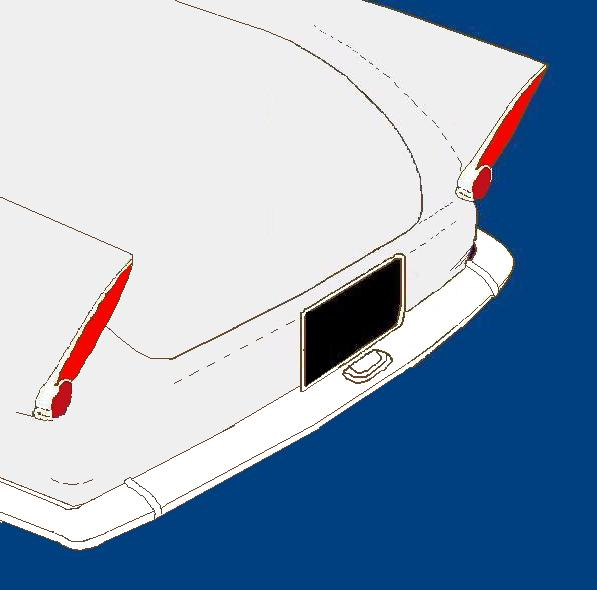
Particolare della "coda"; il colore del disegno non necessariamente rispecchia quello della versione originale, che sappiamo solo essere di tonalità chiara

La vettura dopo la ritinteggiatura (1958)

Al Salone di Ginevra 1957 è esposta una speciale B24 realizzata Pininfarina, chiaramente derivata dalla “Convertibile”, dalla quale si distingue soprattutto per il frontale, che qui perde la classica mascherina Lancia “a scudetto” in favore di una calandra a sviluppo orizzontale (tipo “Flaminia”), tutto sommato molto più banale. Anche la “coda” è modificata sensibilmente rispetto alla normale B24 ed appare qui molto più appuntita. I più, ovviamente, pensano che la vettura (di cui non è prevista la produzione, neppure in serie limitata) altro non sia, se non una sorta di prototipo pre-serie della versione “aperta” della nuovissima Flaminia: così non sarà, dal momento che la versione “cabriolet” della Flaminia verrà affidata alla carrozzeria Touring (mentre Pininfarina dovrà accontentarsi di produrre per la Lancia la versione coupé) e questa anomala B24 cabriolet apparirà successivamente in qualche altro Salone dell'automobile, certamente ritinteggiata. Nelle poche immagini pubblicate sui periodici dell'epoca, la vettura del 1957 risulta di colore chiaro, mentre quella dell'anno successivo appare più scura. La B24 finisce infine nelle mani di Brigitte Bardot e qualcuno afferma che la tinta scelta dalla celebre attrice sia una particolare gradazione di rosa.

### La B24S dello scultore Mastroianni

La B24 speciale realizzata nel 1958-59 da Pininfarina su precise istruzioni del suo acquirente, lo scultore Umberto Mastroianni

Ultima – cronologicamente parlando – delle B24 speciali è la Convertibile-coupé allestita alla fine del 1958 sul telaio B24S-1630 su precise indicazioni dello scultore Umberto Mastroianni (nato nel 1910 in quel di Frosinone e scomparso nel 1998). La vettura - illustrata e descritta in dettaglio nel numero 191 (novembre 2004) della rivista “Ruoteclassiche” - altri non è, se non una delle ultime B24S Convertibili, modificata in molti particolari, dei quali i più importanti sono:
- frontale: paraurti del tipo B24 spider (cioè ad “ali”) in acciaio cromato, aggiunta di due prese d'aria supplementari, aggiunta di due fari antinebbia, parafanghi lievemente più prominenti;
- coda: paraurti con rostri (sul tipo di quelli previsti per l'esportazione negli USA);
- padiglione: adotta il tetto metallico rigido (hardtop), che però viene “saldato” alla carrozzeria (impedendo dunque l'asportazione e quindi la possibilità di utilizzare la vettura come “cabriolet”), trasformando di fatto questa B24S in un coupé;
- interni: plancia rivestita in legno (molto probabilmente di pregio), rifinita con profilati lucidi; si nota l'inserimento di uno strumento supplementare (orologio).

## Le concorrenti delle Aurelia spider/convertibile

### Le rivali italiane
Nella sua breve vita (appena 4 anni), la versione “aperta” dell'Aurelia Gran Turismo ha avuto poche rivali di costruzione italiana: le spider o cabriolet di Ferrari e Maserati – in pratica delle “fuoriserie” – sono decisamente di una classe diversa, più elevata, sia per prezzo che per prestazioni, tuttavia la rivale per antonomasia, l'Alfa Romeo, è presente sul mercato, a partire dal 1955-56, con la Giulietta spider - un altro dei capolavori di Pininfarina – che vanta una carrozzeria altrettanto armoniosamente pulita e moderna: fu infatti richiesta a Pininfarina dai manager Alfaromeo dell'epoca all'indomani dell'impatto che gli esercitò l'Aurelia B24 sul mercato chiedendogli di applicare quel design al telaio e meccanica di fascia inferiore che era la base Giulietta che avendo convenzionali motori 4 cilindri in linea di cilindrata dimezzata (1291 cc) rispetto al sofisticato V6 2451 cc della B24, senza il transaxle e i freni on-board e un conseguente peso ridotto di ben 400 kg poteva vantare prestazioni velocistiche paragonabili.
Se aggiungiamo il fattore prezzo (quasi 3 milioni di lire la B24, meno di 2 milioni la Giulietta), non ci si può meravigliare constatando come i volumi produttivi dei due modelli divergano moltissimo: nel quadriennio 1955-1958, a fronte della 761 B24 costruite, l'Alfa Romeo produce infatti più di 5500 Giulietta (nelle due versioni “spider” e “spider veloce”). Seppure le due auto per linea e posizionamento sul mercato, ma anche per clientela, in effetti non furono mai vere avversarie. Aurelia in effetti era concorrente per clientela alle superiori Alfa romeo 1900 e non delle più piccole Giulietta.
Quanto alle vetture di produzione estera, la loro diffusione in Italia ha in quegli anni un'incidenza assai modesta, soprattutto perché ostacolata da prezzi elevatissimi a causa dei forti dazi doganali: troveremo dunque le “vetture aperte” più vicine all'Aurelia B24 (Austin Healey 100 six, Jaguar XK140, Mercedes 190 SL, Mg A, Porsche 1600S Cabriolet, Triumph TR3) nella panoramica sulle rivali presenti sul mercato internazionale.
Un confronto tra le caratteristiche dei due modelli nazionali - Lancia ed Alfa Romeo - è riassunto nella tabella che segue, che riproduce la situazione in Italia alla fine del 1957.
| Marca e modello                    | Prezzo (listino) in Italia | n° e posiz. cilindri | Cilindrata (cmc) | Potenza max (HP) | Lunghezza x larghezza (cm) | V.max | Accelerazione 0–100 km/h (secondi) | Accelerazione Km da fermo (secondi) | Ripresa in IV marcia=Km da 30 km/h (secondi) | Consumo (norme CUNA) (litri ogni 100 km) |  |
| Lancia Aurelia B24 convertibile    | 2.862.000                  | 6 cil. a V           | 2451 cm³         | 112              | 423,0x155,5                | 175   | 14,3”                              | 34,0”                               | 39,5”                                        | 12,7                                     |  |
| Alfa Romeo Giulietta spider        | 1.835.000                  | 4 cil. in linea      | 1290 cm³         | 65               | 386,0x158,0                | 165   | 16,0”                              | 37,2”                               | 43,4”                                        | 9,0                                      |  |
| Alfa Romeo Giulietta spider veloce | 2.320.000                  | 4 cil. in linea      | 1290 cm³         | 90               | 386,0x158,0                | 180   | 13,5”                              | 33,0”                               | 44”                                          | 11,0                                     |  |

### Le rivali all'estero
Come più volte detto, la B24 nasce con il preciso intento di affacciarsi sul ricco mercato nordamericano, dove però - vuoi per l'elevatezza del prezzo, vuoi per una organizzazione di vendita forse non esente da pecche – le unità che si riescono a piazzare sono davvero poche.
La situazione è però simile anche sui mercati europei.
Nella tabella che segue è riportata la situazione all'epoca del salone di Ginevra (marzo 1957), con l'indicazione di prezzi e caratteristiche delle vetture europee concorrenti dell'Aurelia B24 presenti in quel momento sul mercato svizzero.

La Austin Healey 100/6
La Mercedes 190 SL
La MG "MGA"
La Triumph TR3

| Marca e modello                 | Prezzo in Svizzera (Franchi Svizzeri) | n° e posiz. cilindri  | Cilindrata (cmc) | Potenza max (HP) | Passo (cm) | Sospensioni anteriori | Sospensioni posteriori | Lunghezza x larghezza (cm) | V.max   | Peso (in Kg) | Consumo (litri ogni 100 km) | Note                                    |
| Lancia Aurelia B24 convertibile | 29.500                                | 6 cil. a V            | 2451             | 112              | 245,0      | indipendenti          | semi-indip.(De Dion)   | 423,0x155,5                | 175     | 1215         | 12,7                        |                                         |
| Alfa Romeo Giulietta spider     | 15.200                                | 4 cil. in linea       | 1290             | 65               | 220,0      | indipendenti          | assale rigido          | 386,0x158,0                | 160     | 820          | 9,0                         |                                         |
| Austin Helaey 100/6 roadster    | 15.900                                | 6 cil. in linea       | 2639             | 103              | 233,6      | indipendenti          | assale rigido          | 400,0x153,6                | 175     | 1215         | 12,5                        |                                         |
| Jaguar XK140 cabriolet          | 22.250                                | 6 cil. in linea       | 3442             | 192              | 260,0      | indipendenti          | assale rigido          | 447,0x163,7                | 180-200 | 1345         | 16,5                        | Vel.max a seconda del rapporto al ponte |
| Mercedes 190 SL roadster        | 20.200                                | 4 cil. in linea       | 1897             | 105              | 240,0      | indipendenti          | indipendenti           | 422,0x174,0                | 173     | 1100         | 12,0                        |                                         |
| MG tipo “A” roadster            | 11.300                                | 4 cil. in linea       | 1489             | 72               | 238,8      | indipendenti          | assale rigido          | 396x147,3                  | 155     | 890          | 10,5                        | potenza secondo norme SAE               |
| Porsche 1600/S cabriolet        | 18.450                                | 4 cil.orizz.contrapp. | 1582             | 75               | 210,0      | indipendenti          | indipendenti           | 395,0x167,0                | 175     | 850          | 8,2                         | motore posteriore                       |
| Triumph TR3 roadster            | 12.650                                | 4 cil.in linea        | 1991             | 101              | 223,5      | indipendenti          | assale rigido          | 384,0x141,0                | 177     | 915          | 10,0                        |                                         |

## Le Aurelia scendono in gara
L'Aurelia è il primo modello Lancia ad ottenere notevoli successi sportivi anche a livello internazionale.
Le qualità velocistiche si sono rivelate sin dalle prime uscite in corsa, quando a gareggiare è stata la "pacifica" berlina B10 (con motore di cilindrata da 1 litro e 3/4), ma il salto di qualità avviene l'anno dopo, nel 1951, quando esce la B20 coupé da 2 litri e quando anche la berlina può essere dotata del motore maggiorato (modello B21). L'apice si ha poi nel '53 con la B20 da 2 litri e mezzo.
Nel caso specifico della B24, l'albo d'oro non è particolarmente ricco, anche se non manca una prestazione davvero notevole all'ultima Mille Miglia (1957).
Come si può evincere dalle tabelle, le Aurelia hanno gareggiato tanto nella categoria Turismo, quanto nella Gran Turismo o nella Sport: ciò in funzione dei regolamenti via via succedutisi, del modello (berlina B10/B21/B22 oppure coupé B20-2000/B20-2500 oppure spider B24) e dell'eventuale grado di "preparazione/elaborazione" della singola vettura.

## Le prove su strada

### B24 spider prima serie 1955
Poche volte una B24 è stata sottoposta a un serio e completo test su strada: risultano soltanto due casi certi, il primo nel 1955, quando il periodico californiano “Road and Track” si occupa di questa vettura appena introdotta negli USA, il secondo, trentacinque anni dopo, quando il nostro mensile “Ruoteclassiche” prova una B24 e ne riporta il resoconto nel fascicolo numero 31 del mese di luglio-agosto 1990.

#### La prova di Motor and Track (1955)
La vettura sottoposta a test è una delle prime B24S (guida a sinistra) spedite negli USA in quello stesso 1955.
Questo il riepilogo dei rilevamenti:
- velocità massima: miglior passaggio a 109,5 miglia all'ora (176,2 km/h)
- velocità massima: media di diversi passaggi, 108 miglia all'ora (173,8 km/h)
- velocità massima nelle varie marce: in I=35 miglia/orarie (56,5 km/h), in II=55 miglia/h (88,5 km/h), in III=81 miglia/orarie (130 km/h)
- un quarto di miglio (mt 402) da fermo: miglior prestazione 18,4” (prestazione media 18,5”)
- accelerazione, da fermo a 60 km/h (37 miglia/h) = 6,5” circa
- accelerazione, da fermo a 80 km/h (50 miglia/h) = 11” circa
- accelerazione, da fermo a 100 km/h (62 miglia/h) = 14” circa
- accelerazione, da fermo a 130 km/h (81 miglia/h) = 26” circa
- consumo rilevato: da un minimo di 11,8 litri ogni 100 km (8,5 km/litro) ad un massimo di 14,9 litri ogni 100 km (6,7 km/litro)
- peso vettura riscontrato (a vuoto): 2500 libbre (1134 kg)
- peso vettura riscontrato (al momento dei “test”): 2850 libbre (1293 kg)

#### La prova di Ruoteclassiche (1990)
In questo caso, il modello provato è un B24 guida a destra (telaio 1021). Si tratta tuttavia di una vettura decisamente particolare, nel senso che il suo primo proprietario la fece elaborare meccanicamente, ottenne dalla Pininfarina alcune modifiche nell'equipaggiamento (strumentazione, aggiunta fari fendinebbia, ecc.) e partecipò ad alcune competizioni in Italia; poi, sostituito il motore con un B20, prese il via all'ultima edizione della Mille Miglia nel 1957, gara nella quale ottenne un lusinghiero risultato (come potremo leggere nell'apposito capitolo). Il motore montato su questa B24 era dunque un B20 elaborato (collettore speciale, tre carburatori doppio corpo, ecc.) anche se, pare, riportato alle sue condizioni di serie normale. Malgrado i trentacinque anni d'età, questa B24 ottiene comunque prestazioni di tutto rispetto, come evidenziato dai dati rilevati.
- velocità massima: Km/h 174,3.
- accelerazione: 1 chilometro da fermo, percorso in 35,53” (media Km/h 101,322).
- un quarto di miglio (mt 402) da fermo = 19,5” circa.
- accelerazione, da fermo a 60 km/h = 6,34”.
- accelerazione, da fermo a 80 km/h = 10,08”.
- accelerazione, da fermo a 100 km/h = 14,25”.
- accelerazione, da fermo a 120 km/h = 20,78”.
- accelerazione, da fermo a 140 km/h = 30,16”.
- ripresa: 1 chilometro, in quarta marcia, con partenza da 40 km/h, in 36,89” (media Km/h 97,587).
- ripresa: in quarta marcia, da 40 a 60 km/h = 5,81”.
- ripresa: in quarta marcia, da 40 a 80 km/h = 11,98”.
- ripresa: in quarta marcia, da 40 a 100 km/h = 18,28”.
- ripresa: in quarta marcia, da 40 a 120 km/h = 25,62”.
- ripresa, in quarta marcia, da 40 a 140 km/h = 35,40”.
- spazio di arresto, da 60 km/h metri 23 circa.
- spazio di arresto, da 80 km/h metri 41 circa.
- spazio di arresto, da 100 km/h metri 64 circa.
- spazio di arresto, da 120 km/h metri 92 circa.
- spazio di arresto, da 140 km/h metri 126 circa.

## Schemi periodi commercializzazione Aurelia spider/convertibili
| Le spider (o convertibili) Aurelia | Le spider (o convertibili) Aurelia | Le spider (o convertibili) Aurelia | Le spider (o convertibili) Aurelia | Le spider (o convertibili) Aurelia |
| ---------------------------------- | ---------------------------------- | ---------------------------------- | ---------------------------------- | ---------------------------------- |
| Periodo                            | B24-B24S spider                    | B24S America convertibile          | B24 S convertibile                 |                                    |
| commercializzazione                | I serie                            | II serie                           | III serie                          |                                    |
| 1955                               | anno intero                        | ---                                | ---                                |                                    |
| 1956                               | sino a marzo                       | da aprile                          | ---                                |                                    |
| 1957                               | ---                                | sino a marzo                       | da aprile                          |                                    |
| 1958                               | ---                                | ---                                | anno intero                        |                                    |
| 1959                               | ---                                | ---                                | sino a maggio                      |                                    |

## Dati produttivi, per modello e per anno
| Dati produzione Aurelia | Dati produzione Aurelia | Dati produzione Aurelia | Dati produzione Aurelia | Dati produzione Aurelia | Dati produzione Aurelia | Dati produzione Aurelia | Dati produzione Aurelia | Dati produzione Aurelia | Dati produzione Aurelia | Dati produzione Aurelia | Dati produzione Aurelia | Dati produzione Aurelia | Dati produzione Aurelia | Dati produzione Aurelia | Dati produzione Aurelia |  |
| ----------------------- | ----------------------- | ----------------------- | ----------------------- | ----------------------- | ----------------------- | ----------------------- | ----------------------- | ----------------------- | ----------------------- | ----------------------- | ----------------------- | ----------------------- | ----------------------- | ----------------------- | ----------------------- |  |
|                         | Berline                 | Berline                 | Berline                 | Berline                 | Berline                 | B20 coupé               | B20 coupé               | B24                     | Autotelai               | Autotelai               | Autotelai               | Autotelai               | Autotelai               | Autotelai               |                         |  |
| Anni                    | B.10                    | B.21                    | B.15                    | B.22                    | B12                     | 2000                    | 2500                    | Spider-Convertibile     | B50                     | B51                     | B52                     | B53                     | B55/56                  | B60                     | Totale per anno         |  |
| 1950                    | 954                     | ---                     | ---                     | ---                     | ---                     | ---                     | ---                     | ---                     | 291                     | 51                      | ---                     | ---                     | ---                     | ---                     | 1296                    |  |
| 1951                    | 2994                    | 1118                    | ---                     | ---                     | ---                     | 371                     | ---                     | ---                     | 193                     | 47                      | ---                     | ---                     | ---                     | ---                     | 4723                    |  |
| 1952                    | 1326                    | 2123                    | 61                      | 294                     | ---                     | 736                     | ---                     | ---                     | 1                       | 1                       | 86                      | 86                      | ---                     | ---                     | 4714                    |  |
| 1953                    | 177                     | 539                     | 20                      | 780                     | ---                     | 124                     | 720                     | ---                     | ---                     | ---                     | 12                      | ---                     | ---                     | 1                       | 2373                    |  |
| 1954                    | ---                     | ---                     | ---                     | ---                     | 995                     | ---                     | 573                     | 1[a]                    | ---                     | ---                     | ---                     | ---                     | ---                     | ---                     | 1569 [a]                |  |
| 1955                    | ---                     | ---                     | ---                     | ---                     | 1372                    | ---                     | 426                     | 239                     | ---                     | ---                     | ---                     | ---                     | 10                      | ---                     | 2047                    |  |
| 1956                    | ---                     | ---                     | ---                     | ---                     | 33                      | ---                     | 189                     | 150                     | ---                     | ---                     | ---                     | ---                     | 4                       | ---                     | 376                     |  |
| 1957                    | ---                     | ---                     | ---                     | ---                     | ---                     | ---                     | 420                     | 176                     | ---                     | ---                     | ---                     | ---                     | ---                     | ---                     | 596                     |  |
| 1958                    | ---                     | ---                     | ---                     | ---                     | ---                     | ---                     | 312                     | 195                     | ---                     | ---                     | ---                     | ---                     | ---                     | ---                     | 507                     |  |
| Totale per modello      | 5451                    | 3780                    | 81                      | 1074                    | 2400                    | 1231                    | 2640                    | 761 [a]                 | 485                     | 99                      | 98                      | 86                      | 14                      | 1                       | 18201 [a]               |  |

[a]= il dato NON comprende il prototipo di pre-serie della B24 costruito nel'54

## Le vendite in Italia e all'estero
Su 18.201 Aurelia costruite, 15.468 risultano vendute ed immatricolate in Italia, dal 1950 al 1959 (57 delle ultime B20-B24 risultano vendute/immatricolate nel 1959). Ne consegue che l'esportazione (2.733 unità) ha assorbito il 15% della produzione.
Le B20-B24 da 2 litri e mezzo sono i modelli che hanno ottenuto (proporzionalmente) una maggior penetrazione all'estero (1280 unità vendute all'estero su una produzione di 3401 pezzi, cioè quasi il 38%). Non male anche la berlina B12 seconda serie (2415 unità prodotte, 437 vendute all'estero, pari al 18%). Quanto alla "prima serie" (berline, coupé B20-2000 ed autotelai) la vendita all'estero ha rappresentato soltanto un 8,2% rispetto alla produzione (prodotte 12.385 unità, vendute all'estero 1.016)
| Anno   | 1754 cm³  | 1991 cm³  | 2267 cm³  | 2451 cm³ | Totale |
| 1950   | 827       | ---       | ---       | ---      | 827    |
| 1951   | 2882      | 1063      | ---       | ---      | 3945   |
| 1952   | 1220      | 3052      | ---       | ---      | 4281   |
| 1953   | 469       | 1661      | ---       | 525      | 2655   |
| 1954   | 34        | 141       | 704       | 313      | 1192   |
| 1955   | ---       | 11        | 962       | 446      | 1419   |
| 1956   | ---       | ---       | 308       | 150      | 468    |
| 1957   | ---       | ---       | 3         | 346      | 349    |
| 1958   | ---       | ---       | 1         | 274      | 275    |
| 1959   | ---       | ---       | ---       | 57       | 57     |
| Totali | 5.441 [a] | 5.928 [b] | 1.978 [c] | 2121 [d] | 15.468 |

Note al "Prospetto immatricolazioni in Italia"

[a]questa la ripartizione per modello (stimata):

4.926 berline B10-B10S

515 autotelai B50-B51

[b]questa la ripartizione per modello (stimata):

3.612 berline B21-B21S

1.025 berline B22-B22S

77 berline B15-B15S

154 autotelai B52-B53

1.060 coupé B20-B20S (I e II serie, da 2 litri)

[c]questa la ripartizione per modello (stimata):

1.963 berlie B12-B12S

15 autotelai B55-B55S-B56-B56S-B60S

[d]include le coupé B20-B20S (dalla III serie in avanti, da 2,5 litri)
e le spyder/convertibili B24-B24S
| Anno              | 1754 cm³ | 1991 cm³ | 2267 cm³ | 2451 cm³ | Totale |
| Produzione        | 6.035    | 6.350    | 2.415    | 3.401    | 18.201 |
| Vendita in Italia | 5.441    | 5.928    | 1.978    | 2.121    | 15.468 |
| Esportazione      | 594      | 422      | 437      | 1.280    | 2.733  |
| % export          | 9,84%    | 6,65%    | 18,10%   | 37,64%   | 15,02% |